# Spartanburg
Spartanburg es una ciudad situada en el estado de Carolina del Sur, en los Estados Unidos. Es sede del condado homónimo. La ciudad tiene una población de 40.000 habitantes (censo de 2000) en una superficie de 49,9 km². La temperatura media anual es de 15,9 °C. Se encuentra al norte del estado, varios kilómetros al oeste del río Broad.

## Economía
BMW es de crucial importancia económica en la región. Su planta en Greer, localidad del condado de Spartanburg y muy cercana a Spartanburg es la única en los Estados Unidos. En esa planta se fabrican en exclusiva los modelos BMW X5 y el X6. También se fabricó hasta agosto de 2008 el roadster Z4 y anteriormente, hasta 2002 su predecesor el Z3. A partir de finales de 2010 también se fabricará el nuevo X3 (fabricado hasta ahora por Magna Steyr en Austria). Igualmente, dos empresas de presencia nacional tienen su sede en Spartanburg, Milliken y Denny's.

## Demografía

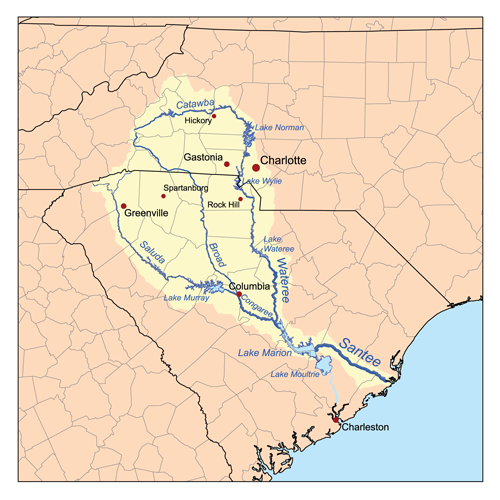
Ubicación de Spartanburg en un mapa de la cuenca del rio Santee

Según la Oficina del Censo en 2000, los ingresos medios por hogar en la localidad eran de $28.735, y los ingresos medios por familia eran $36.108. Los hombres tenían unos ingresos medios de $30.587 frente a los $23.256 para las mujeres. La renta per cápita para la localidad era de $18.136. Alrededor del 19.4% de las familias y el 23.3% de la población estaban por debajo del umbral de pobreza.

## Educación
Spartanburg es una ciudad universitaria (College Town), con 6 instituciones que ofrecen estudios de nivel superior.
- University of South Carolina Upstate, anteriormente, University of South Carolina Spartanburg (USCS)
- Converse College, fundada en 1889
- Spartanburg Methodist College
- Spartanburg Community College
- Sherman College of Straight Chiropractic
- El Wofford College fundado en 1854 es un College de Artes Liberales de Phi Beta Kappa con aprox. 1.450 estudiantes.

## Personas célebres
- Pink Anderson, músico de blues
- David Daniels, cantante de ópera
- George Gray, luchador profesional
- Lee Haney, culturista
- James A. Johnson, político
- Angela Nikodinov, patinadora artística sobre hielo
- William Westmoreland, general de la US Army
- Don Reno, músico de bluegrass